# Conte di Perth
Conte di Perth è un titolo dei Pari di Scozia. È stato creato nel 1605 per James Drummond, IV Lord di Drummond. La famiglia Drummond rivendicava la propria discendenza da Maurice, figlio di George, il figlio più giovane del re Andrea I d'Ungheria. Maurice arrivò in Scozia a bordo della nave che ha portato Edgar Atheling, il pretendente sassone alla corona d'Inghilterra dopo la conquista normanna, e la sorella Margherita, nel 1068. A Maurice vennero date le terre nel Lennox, insieme alla gestione ereditaria della contea. Il suo successore venne privato delle terre e si ritirò nel Perthshire.
John Drummond, giudice di Scozia, è stato creato Lord del Parlamento nel 1487/8 dal re Giacomo III di Scozia. Il suo diretto discendente, James, Lord Drummond, ambasciatore in Spagna, fu creato conte di Perth nel 1605.
James Drummond, IV conte di Perth fu creato duca di Perth, marchese di Drummond, conte di Stobhall, visconte Cargill e barone Concraig nel 1701 dall'esiliato pretendente giacobita al trono britannico, riconosciuto come il re Giacomo III e VIII. Questa creazione, nel Pari giacobita, non è mai stata riconosciuta dal governo britannico. Lui e i suoi successori, tuttavia continuarono a rivendicare la contea insieme al ducato. Alla morte del VI duca, nel 1760, gli succedette un cugino di secondo grado, discendente del fratello minore del I duca, John Drummond, I duca di Melfort. Il figlio superstite, come VIII duca e XI conte, ottenne nel 1783 il restauro dei beni confiscati nel 1745. Venne creato da Giorgio III nel 1797 Lord Perth e barone di Stobhall, fra i Pari della Gran Bretagna, il cui titolo si estinse alla sua morte nel 1800. Gli succedette come IX duca di Perth suo cugino, James Lewis Drummond, IV duca di Melfort. Il X duca era un prelato della Chiesa cattolica, noto come "Abbé de Melfort". Alla sua morte nel 1840 gli succedette il nipote, George Drummond, che aveva abbracciato la religione protestante.
La sede della famiglia è a Stobhall, nei pressi di Perth, dal XIV secolo.

## Lord di Cargill (1488)
- John Drummond, I Lord Drummond (1438–1519)
- David Drummond, II Lord Drummond (1515–1571)
- Patrick Drummond, III Lord Drummond (1550–1600)
- James Drummond, IV Lord Drummond (?-1611) (creato conte di Perth nel 1605)

## Conti di Perth (1605)
- James Drummond, I conte di Perth (?-1611)
- John Drummond, II conte di Perth
- James Drummond, III conte di Perth
- James Drummond, IV conte di Perth (1649–1716) (creato duca di Perth nel 1701)

## Duchi di Perth (1716-1853)
- James Drummond, I duca di Perth (1649–1716)
- James Drummond, II duca di Perth (1673-1720)
- James Drummond, III duca di Perth (?-1746)
- John Drummond, IV duca di Perth (?-1747)
- John Drummond, V duca di Perth (1685-1757)
- Edward Drummond, VI duca di Perth (?-1760)
- James Drummond, VII duca di Perth (1707-1781)
- James Drummond, VIII duca di Perth (1744-1800)
- Louis Drummond, IX duca di Perth (1750-1800)
- Charles Drummond, X duca di Perth (1752-1840)
- George Drummond, XI duca di Perth (1807-1902)
- William Drummond, XII duca di Perth (1871-1937)
- James Drummond, XIII duca di Perth (1876-1951)
- John Drummond, XIV duca di Perth (1907-2002)
- John Drummond, XV duca di Perth (1935-2023)

L'erede apparente è James David Drummond, visconte di Strathallan (1965)